# Провулок Суворова (Мелітополь)
Провулок Суворова — провулок в Мелітополі. Йде від вулиці Суворова на схід і закінчується глухим кутом. Забудований приватними будинками.

## Назва
Провулок названий на честь російського полководця Олександра Васильовича Суворова (1729-1800).
Поруч знаходиться одноменна вулиця Суворова.

## Історія
Перша відома згадка провулка датується 23 листопада 2001 року.
В 1958-1962 роках в Мелітополі існував інший провулок Суворова, який зараз перебуває у складі Запорізької вулиці.